# Filesystem in Userspace

Die Funktionsweise von FUSE: Es gibt zwar ein Kernel-Modul, aber die eigentliche Programmlogik (libfuse) läuft im Userspace (oben). Das zugreifende Programm ls (links-oben) greift wie über ein normales Dateisystem darauf zu, erst das Kernelmodul leitet den Aufruf um.
VFS: Virtuelles Dateisystem
NFS, Ext3, …: Dateisysteme
glibc: GNU-C-Bibliothek

FUSE (Filesystem in Userspace) ist ein Kernel-Modul für Unix-Systeme, das es ermöglicht, Dateisystem-Treiber aus dem Kernel-Mode in den User-Mode zu verlagern.

## Verwendung
FUSE entstand aus der Notwendigkeit heraus, Benutzern mit Standardrechten die Einbindung (Mounten) von Dateisystemen ins System eines Computers zu ermöglichen. Üblicherweise wurden Dateisysteme nur auf Festplatten angelegt, die in einen Rechner fest verbaut wurden und deshalb gleich nach dem Einbau vom Administrator (oder dem Nutzer per Administratorenkonto) durch die Installation des passenden Treibers verfügbar gemacht wurden. Mit dem Aufkommen von mobilen Massendatenspeichern wie z. B. USB-Sticks oder externen Datensicherungssystemen zu günstigeren Preisen wurde es notwendig, Nutzern auch ohne Administratorenrechte die Installation und Verwaltung solcher Geräte zu ermöglichen. FUSE wird mit administrativen Rechten ins System eingebunden (installiert) und stellt danach nichtprivilegierten Computerbenutzern (mit Standardrechten) dieselben Funktionen zur Verfügung.
FUSE ist das laufwerksspezifische Modul (für die angeschlossene Hardware) und benötigt zur Einbindung des darauf enthaltenen Dateisystems zusätzlich den jeweils passenden dateisystemspezifischen Treiber. Der wohl bekannteste ist NTFS-3G, welches den Zugriff auf die weit verbreiteten NTFS-Dateisysteme (Windows) ermöglicht. Mit Hilfe von FUSE lassen sich unter GNU/Linux, FreeBSD, OpenSolaris, Mac OS X oder Android die meisten existierenden Dateisysteme wie NTFS oder UDF (DVDs) einbinden. Da FUSE-Dateisysteme – wie normale Anwendungsprogramme – im Benutzermodus (User-Mode) laufen, muss sich der Entwickler nicht mit den Beschränkungen und Besonderheiten des Kernel-Modes auseinandersetzen. FUSE-Dateisystemtreiber sind daher erheblich einfacher zu entwickeln und zu warten. So entstand eine Vielzahl von Treibern, die neben Speichermedien auch ganz andere Datenstrukturen als navigierbares Dateisystem abbilden.

## Geschichte
Am 15. Oktober 2004 wurde das FUSE-Projekt auf SourceForge gegründet, als Variante aus dem SHFS-Projekt hervorgehend. Seit dem 15. Januar 2005 war es Teil des mm-Kernels, bevor es am 13. September 2005 in den offiziellen Linux-Kernel 2.6.14 aufgenommen wurde. Durch Re-Implementation unter der ISC-Lizenz (Veröffentlichung: März 2013) wurde die Einbettung in OpenBSD erleichtert, was im Juni 2013 geschah.
Seit Linux-Kernel 2.6.31 und NetBSD 5.0. ist CUSE ein integrierter Treiber innerhalb von FUSE.

Ein in den Zielen ähnliches Projekt war das Linux Userland Filesystem (LUFS), das mit der Einführung von FUSE jedoch an Bedeutung verloren hat und nicht mehr aktiv weiterentwickelt wurde.

## Bekannte Dateisysteme und -Treiber
| Name                                  | Beschreibung | Quelle |
| ------------------------------------- | --- | ------ |
| Captive                               | Ermöglicht sicheren Schreibzugriff auf NTFS-Partitionen durch Einbindung des originalen Windows-Treibers ntfs.sys mit Hilfe einer Kompatibilitätsschicht (Entwicklung eingestellt)                                                                                       |        |
| CloudFusion                           | Einbinden von Dropbox, Sugarsync, Amazon S3, Google Storage und WebDAV Accounts | [ 5 ]  |
| CryFS (Cryptographic Filesystem)      | Verschlüsseltes Dateisystem für Dropbox oder andere Cloud-Anbieter. | [ 6 ]  |
| curlftpfs                             | Einbinden der Daten eines FTP-Servers (beispielsweise persönliche Daten bei einem WebHoster ins lokale Filesystem einbinden) |        |
| CUSE (Character Devices in Userspace) | Kann mit Anwendungen, die im Benutzermodus laufen, wie Tastaturen, Mäusen oder anderen Geräten wie serieller Datenübertragung kommunizieren. |        |
| davfs2                                | Erlaubt den Zugriff auf WebDAV-Ressourcen und ist in der Lage, sich mit Client-Zertifikaten zu authentifizieren. | [ 7 ]  |
| EncFS (Encrypted Filesystem)          | Verschlüsseltes pass-through-Dateisystem ähnlich dem CFS |        |
| exFAT                                 | Ermöglicht das Lesen und Schreiben auf Flash-Medien mit exFAT | [ 8 ]  |
| fusedav                               | Erlaubt den Zugriff auf WebDAV-Ressourcen | [ 9 ]  |
| glusterFS                             | Ein Cluster-Dateisystem | [ 10 ] |
| GmailFS                               | Ermöglicht es, Google-Mail-Postfächer als Dateiablage zu verwenden |        |
| GnomeVFS2 FUSE                        | Ist eine Schnittstelle zum Gnome Virtual File System |        |
| gPhotoFS                              | Bindet die Bilderschnittstelle von Digitalkameras als Massenspeicher ein |        |
| LoggedFS                              | Loggt Operationen im Dateisystem | [ 11 ] |
| mysqlfs                               | Ermöglicht es, Daten in einer MySQL-Datenbank abzulegen | [ 12 ] |
| NTFS-3G                               | Ermöglicht Schreib- und Lesezugriff auf NTFS | [ 13 ] |
| ntfsmount                             | Erlaubt das Mounten von NTFS-Partitionen mit Schreibunterstützung (aus dem Linux-ntfs-Projekt) | [ 14 ] |
| s3fs                                  | Ermöglicht das Mounten von Amazon Web Services Object Storage (Amazon S3) | [ 15 ] |
| SSHFS                                 | Ermöglicht es, ein Laufwerk über SSH zu mounten | [ 16 ] |
| wdfs                                  | Erlaubt den Zugriff auf WebDAV-Ressourcen | [ 17 ] |
| WikipediaFS                           | Ermöglicht das Arbeiten mit Artikeln aus dem Bestand einer MediaWiki-Installation (und somit nicht nur der Wikipedia), als wären es normale Textdateien | [ 18 ] |
| ZFS on FUSE                           | Erlaubt den Zugriff auf das moderne 128-bit-Dateisystem ZFS von Sun. Da ZFS unter der CDDL veröffentlicht ist, ist keine direkte Integration in den Linux-Kernel möglich. Die Portierung wurde im Rahmen des Google Summer of Code gesponsert. (Entwicklung eingestellt) | [ 19 ] |